# 土地法 (中華民國)
《土地法》是中華民國法律中管理土地的根本大法。狹義的土地法指的是《土地法》本身，廣義的土地法則是指任何與土地的管理、分配、利用有關的法律。土地是生產要素之一，各個國家對於土地的分配無不投注心力於上。《土地法》立法精神源自於孫中山的三民主義中民生主義平均地權學說，主張平均地權、地盡其利、地利共享等觀念；整部《土地法》的存在皆在彰顯這三個精神。《土地法》共分五編：總則、地籍、土地使用、土地稅、土地徵收。

## 沿革
1928年11月，國民政府制定《土地法》立法九項原則。1930年6月30日，國民政府公布《土地法》，全文397條，规定地租“不得超过耕地正产物收获总额375‰」、「约定地租超过375‰者，应减为375‰；不及375‰者，依其约定”。1935年4月5日，《土地法施行法》公布。1936年3月1日，《土地法》及其施行法施行。
1949年，中華民國政府遷至台灣。1951年6月7日，《耕地三七五減租條例》公布。1954年8月26日，《平均地權條例》公布。
1964年，實施土地總登記。1973年9月3日，《農業發展條例》公布。1974年1月31日，《區域計畫法》公布。1977年4月1日，《平均地權條例施行細則》公布。同年7月14日，《土地稅法》公布。
1995年6月28日，《公寓大廈管理條例》公布。1996年1月26日，《信託法》公布。1999年2月3日，《不動產經紀業管理條例》公布。2000年2月2日，《土地徵收條例》公布。2001年4月26日，《農業用地興建農舍辦法》公布。
2001年10月24日，《地政士法》公布，隔年4月24日實施。2002年4月17日，《土地徵收條例施行細則》公布。2002年8月1日，《地政士法施行細則》公布。

## 立法目的
由於土地存在管理、分配、利用三大問題。土地政策為解決上述問題所擬定的策略；土地法令為落實土地政策的手段以達到解決土地三大問題。

### 土地問題
- 管理問題：土地的投機、財團巨富壟斷土地暴利、炒作、逃稅、漏稅等。
- 分配問題：富人「田連阡陌」、中產階級「房貸屋奴」、窮人「貧無立錐之地」。
- 利用問題：土地不當利用、低度利用、過度利用或荒置不用等問題。
- 三大問題因果循環：土地管理不當，容易發生分配不均。一旦分配不均，造成無土地人，想利用土地只能望價而嘆；而有地有房的人，坐享增值，不思地盡其利。造成貧富不均甚至財富集中於少數人，成為社會不公的現象。

### 解決方法
- 土地政策：中華民國土地政策以民生主義為基本原則，以實施「平均地權」為土地問題處理策略，進而實現「地盡其利，地利共享」的「均富」目標。
- 土地法令：如土地法、土地法施行法、平均地權條例、平均地權條例施行細則、土地徵收條例、土地徵收條例施行細則、民法物權篇、地政士法、區域計畫法...等等

## 法源

### 憲法
中華民國憲法與土地法有關的條文規定在憲法142條與143條，條文如下

- 憲法第142條 「國民經濟應以民生主義為基本原則，實施平均地權，節制資本，以謀國計民生之均足。」說明土地法以平均地權為起點的立法義旨。
- 憲法第143條

1. 「中華民國領土內的土地屬於國民全體，人民依法取得之土地所有權，應受法律之保障與限制。私有土地應照價納稅，政府並得照價收買。」此條說明土地權利的所屬，土地私有權為自由權的一種，此條文呼應的憲法第15條人民自由權之保障。但是這個權利亦受憲法第23條限制，即為自由權在妨害他人自由以及促進公共利益之情況得以加以限制。
2. 「附著於土地之礦，及經濟上可供公眾利用之天然力，屬於國家所有，不因人民取得土地所有權而受影響。」
3. 「土地價值非因施以勞力資本而增加者，應由國家徵收土地增值稅，歸人民共享之。」
4. 「國家對於土地之分配與整理，應以扶植自耕農及自行使用土地人為原則，並規定其適當經營之面積。」此項條文表示土地法規保障農民的立法精神，並依此規定制定了耕地三七五減租條例，公地放領，耕者有其田等相關法規。整部土地法隨處可見此立法源意。

### 民法
民法規定了人民的權利義務關係，土地與土地改良物為不動產物權，在民法物權編中有詳細的規定，另外土地他項權利的設定也是源自於民法，其中有關土地權利移轉設定負擔也可以參考民法。

## 概論
民國17年11月(1928/11)，立法院院長胡漢民、副院長林森兩人根據孫文平均地權與地盡其利，並參酌單維廉氏 ( Dr.Ludwig WilhelmSchrameier) 所擬「土地登記測量及徵稅條例」，暨世界各國法例，擬具「土地法原則」九項，提經18年 1月16日(1929/1/16) 中央政治會議第一七一次會議審查通過，以為制定土地法之依據。

- 土地法立法九項原則

1. 徵收土地稅，以地值為根據
2. 土地稅率，以漸進方式為原則
3. 對於不勞而獲之土地增益，行累進稅
4. 土地改良物宜採輕稅
5. 政府收用私有土地應訂辦法
6. 公有土地免稅
7. 以增加地稅或高估地值方法，促進土地之改良
8. 設土地掌管機關
9. 土地移轉，須經政府許可

土地法於民國19年6月30日公布，民國25年3月1日實施，原為中華民國政府以中國大陸地區為藍圖制定的法律，中華國民政府撤退台灣至今日共八次修正，雖然如此，多數法律已不適用於當代並為多數的特別法所取代，如土地稅法已取代土地稅編，土地徵收條例取代土地徵收編等等。

- 因此今日所談的土地法大多是以土地法為主體參照當代適用法規所形成的廣義土地法體系。

## 章節列表
- 第一編 總則　
  - 第一章 法例　
  - 第二章 地權　
  - 第三章 地權限制　
  - 第四章 公有土地　
  - 第五章 地權調整
- 第二編 地籍　
  - 第一章 通則　
  - 第二章 地籍測量　
  - 第三章 土地總登記　
  - 第四章 土地權利變更登記
- 第三編 土地使用　
  - 第一章 通則　
  - 第二章 使用限制　
  - 第三章 房屋及基地租用　
  - 第四章 耕地租用　
  - 第五章 荒地使用　
  - 第六章 土地重劃
- 第四編 土地稅　
  - 第一章 通則　
  - 第二章 地價及改良物價　
  - 第三章 地價稅　
  - 第四章 土地增值稅　
  - 第五章 土地改良物稅　
  - 第六章 土地稅之減免　
  - 第七章 欠稅
- 第五編 土地征收　
  - 第一章 通則　
  - 第二章 征收程序　
  - 第三章 征收補償

### 土地增值稅
對於已規定地價之土地，於土地所有權發生移轉時，依據土地自然漲價總數額課徵土地增值稅。土地漲價總數額之計算，應自該土地所有權發生移轉時，經核定之申報移轉現值中，減除原規定地價或前次移轉土地現值，如有土地改良費用(土地改良費及工程受益費等)，亦應一併減除，餘額為土地漲價總數額。原規定地價及前次移轉時之現值，遇一般物價發生變動時，應按消費者物價指數調整後，以計算土地漲價總數額。:491土地所有權人為改良土地已支付之全部費用，包括已繳納之工程受益費、土地重劃費用及因土地使用變更，而無償捐贈一定比率土地，作為公共設施用地者，其捐贈時捐贈土地之公告現值總額。:494
稅率:495
| 土地漲價總數額                                                                                       | 稅率 |
| --- | ---- |
| 土地漲價總數額，超過原規定地價或前次移轉時，核計土地增值稅之現值數額未達100%(一倍)者                 | 20%  |
| 土地漲價總數額，超過原規定地價或前次移轉時，核計土地增值稅之現值數額在100%(一倍)以上未達200%(二倍)者 | 30%  |
| 土地漲價總數額，超過原規定地價或前次移轉時，核計土地增值稅之現值數額在200%(二倍)以上者               | 40%  |

長期持有土地
持有土地年限超過二十年以上者，就其土地增值稅超過，最低稅率20%部分，減徵百分之二十(20%)；持有土地年限超過三十年以上者，就其土地增值稅超過，最低稅率20%部分，減徵百分之三十(30%)；持有土地年限超過四十年以上者，就其土地增值稅超過，最低稅率20%部分，減徵百分之四十(40%)。:495

## 相關土地法規

### 基本土地法規
- 土地法及其施行法
- 平均地權條例及其施行細則
- 土地徵收條例及其施行細則

### 其他土地法規
- 測量類：國土測繪法、基本測量實施規則、地籍測量實施規則、界標管理辦法、都市計畫樁定及管理辦法……等
- 登記類：地政士法、土地登記規則、繼承登記法令補充規定、限制登記作業補充規定、更正登記法令補充規定……等
- 地價類：不動產估價師法、地價調查估計規則、土地建築改良物估價規則、土地分割改算地價原則、土地合併改算地價原則……等
- 地權類：耕地三七五減租條例、平均地權條例、地籍清理條例、地籍總歸戶實施辦法……等
- 地用類：區域計畫法、都市計畫法、非都市土地使用管制規則、都市更新條例、國民住宅條例、建築法、國軍老舊眷村改建條例……等
- 徵收類：土地徵收條例、土地徵收法令補充規定、區段徵收作業補充規定、申請土地徵收注意事項、各機關徵收土地代扣稅捐及減免土地稅聯繫要點……等
- 重劃類：農地重劃條例、農村社區土地重劃條例、市地重劃實施辦法、獎勵土地所有權人辦理市地重劃辦法……等
- 地稅類：土地稅法、土地稅減免規則、房屋稅條例、契稅條例、遺產稅及贈與稅法、稅捐稽徵法、印花稅法、工程受益費徵收條例……等
- 公產管理：國有財產法、國有不動產撥用要點、國有非公用不動產出租管理辦法、國有耕地放租實施辦法、公有土地經營及處理原則……等
- 公物、公共設施：水利法、河川管理辦法、地下水管制辦法、溫泉法、大眾捷運法、要塞堡壘地帶法、殯葬管理條例、祭祀公業條例
- 產業發展：農業發展條例、促進產業升級條例施行細則、促進民間參與公共建設法、離島建設條例、發展觀光條例、農業科技園區設置管理條例……等
- 不動產經紀類：不動產經紀業管理條例、不動產證劵化條例、公寓大廈管理條例、公平交易法、消費者保護法、不動產說明書應記載及不得記載事項……等
- 環境資源：環境基本法、森林法、水土保持法、國家公園法、文化資產保存法、漁業法、礦業法、土石採取法、土壤及地下水汙染整治法……等

## 相關名詞
- 公告地價

## 外部連結
- 土地法（台灣） （页面存档备份，存于）
- 土地法（日本） （页面存档备份，存于）
- 土地法（澳門）
- 土地增值稅試算